# جون باترسون (سياسي أمريكي، مواليد 1956)
جون باترسون (بالإنجليزية: John Patterson)‏ هو سياسي أمريكي، ولد في 7 يوليو 1956 في أشتابولا في الولايات المتحدة. نشط حزبياً في الحزب الديمقراطي. وقد انتخب عضو مجلس نواب أوهايو.

## وصلات خارجية
- الموقع الرسمي